# Thinorycter balthasari
Thinorycter balthasari är en skalbaggsart som beskrevs av Medvedev 1969. Thinorycter balthasari ingår i släktet Thinorycter och familjen Aphodiidae. Inga underarter finns listade i Catalogue of Life.